# Тшебін (Великопольське воєводство)
Тшебін (пол. Trzebin) — село в Польщі, у гміні Добжиця Плешевського повіту Великопольського воєводства.
Населення — 145 осіб (2011).
У 1975-1998 роках село належало до Каліського воєводства.

## Демографія
Демографічна структура станом на 31 березня 2011 року:
|          | Загалом | Допрацездатний вік | Працездатний вік | Постпрацездатний вік |
| -------- | ------- | ------------------ | ---------------- | -------------------- |
| Чоловіки | 80      | 10                 | 65               | 5                    |
| Жінки    | 65      | 15                 | 38               | 12                   |
| Разом    | 145     | 25                 | 103              | 17                   |